# 義和荘駅
座標: 北緯39度42分38.89秒 東経116度18分46.96秒 / 北緯39.7108028度 東経116.3130444度
義和荘駅（ぎわそうえき）とは中華人民共和国北京市大興区に位置する北京地下鉄大興線の駅である。

## 駅構造
島式ホーム1面2線を有する地下駅。駅構内には「希望升騰」と題する陶器で青い花を模した装飾が施されている。

## 歴史
- 2010年12月30日 - 開業。

## 隣の駅
北京地下鉄
■大興線
黄村火車駅 - 義和荘駅 - 生物医薬基地駅